# Claude Lelouch
Claude Lelouch (ur. 30 października 1937 w Paryżu) – francuski reżyser, scenarzysta, operator i producent filmowy.

## Życiorys
Pochodził z rodziny algierskich Żydów. Od dziecka był zafascynowany kinem, do którego trafił poprzez ruch amatorski. Mając 13 lat zrealizował film Le mal du siècle (1950), który wygrał Festiwal Filmu Amatorskiego w Cannes.
Kręcił filmy krótkometrażowe, reklamówki dla telewizji, a w czasie służby wojskowej w Algierii – filmy instruktażowe. Pracując w kronice filmowej w 1956 wygrał ogłoszony przez Amerykanów konkurs na najlepszy reportaż zdjęciowy z Moskwy.
Jego pierwsze filmy fabularne z trudem torowały sobie drogę na ekran. Przełomem okazał się uhonorowany Złotą Palmą na 19. MFF w Cannes i dwoma Oscarami melodramat Kobieta i mężczyzna (1966) z Anouk Aimée i Jeanem-Louisem Trintignantem w rolach tytułowej pary bohaterów.
Jego kameralne, niespieszne w akcji, pozbawione dramaturgii i niemal zawsze zakończone happy endem filmy krytycy francuscy nazywają „lelouchien” (w Polsce używano terminu „lelouchy”). Określenie „lelouch” odnosi się również do nieostrego elementu na pierwszym planie kadru, bardzo często spotkanego w jego filmach.
Założył własną firmę Les films 13. Krytyka przyjmowała jego filmy z coraz większą rezerwą jako banalną twórczość rozrywkowo-sentymentalną. Ponadto zrealizował cykl filmów kryminalno-społecznych (np. Czy zabiła?), miniserial telewizyjny Jedni i drudzy (z udziałem m.in. Daniela Olbrychskiego), sequel do swojego największego hitu Kobieta i mężczyzna: 20 lat później, a także Piano Bar. Był twórcą jednej z 11 części międzynarodowego filmu poświęconego reakcji na zamach na World Trade Center – 11.09.01.
Zasiadał w jury konkursu głównego na 20. MFF w Cannes (1967). 
Był związany z modelką Gunillą Friden, z którą ma córkę Sarah Lelouch (ur. 7 czerwca 1976). Był żonaty z Evelyne Bouix (1980-1985; jedno dziecko) i Marie-Sophie Pochat (1986-1992, z którą ma troje dzieci). W 1993 ożenił się po raz trzeci z Alessandrą Martines, z którą ma córkę Stellę.

## Nagrody i nominacje
| Rok  | Festiwal, nagroda                          | Kategoria                                                                            | Za                                | Wynik     |
| ---- | ------------------------------------------ | ------------------------------------------------------------------------------------ | --------------------------------- | --------- |
| 1976 | Nagroda Akademii Filmowej                  | Najlepszy scenariusz oryginalny                                                      | Toute une vie                     | Nominacja |
| 1967 | Nagroda Akademii Filmowej                  | Najlepsze oryginalne materiały do scenariusza i scenariusz                           | Kobieta i mężczyzna               | Wygrana   |
| 1967 | Nagroda Akademii Filmowej                  | Najlepsza reżyseria                                                                  | Kobieta i mężczyzna               | Nominacja |
| 1996 | Złoty Glob                                 | Najlepszy film nieangielskojęzyczny                                                  | Nędznicy                          | Nominacja |
| 1976 | Złoty Glob                                 | Najlepszy film nieangielskojęzyczny                                                  | Toute une vie                     | Nominacja |
| 1968 | Złoty Glob                                 | Najlepszy film nieangielskojęzyczny                                                  | Żyć, aby żyć                      | Wygrana   |
| 1967 | Złoty Glob                                 | Najlepszy film nieangielskojęzyczny                                                  | Kobieta i mężczyzna               | Wygrana   |
| 1967 | Złoty Glob                                 | Najlepszy reżyser                                                                    | Kobieta i mężczyzna               | Nominacja |
| 1996 | Nagroda Brytyjskiej Akademii Filmowej      | Najlepszy film nieanglojęzyczny                                                      | Nędznicy                          | Nominacja |
| 1968 | Nagroda Brytyjskiej Akademii Filmowej      | Najlepszy film                                                                       | Kobieta i mężczyzna               | Nominacja |
| 1981 | Festiwal Filmowy w Cannes                  | Złota Palma                                                                          | Jedni i drudzy                    | Nominacja |
| 1966 | Festiwal Filmowy w Cannes                  | Nagroda Katolickiego Biura Filmowego (OCIC)                                          | Kobieta i mężczyzna               | Nominacja |
| 1966 | Festiwal Filmowy w Cannes                  | Złota Palma                                                                          | Kobieta i mężczyzna               | Nominacja |
| 2002 | Międzynarodowy Festiwal Filmowy w Wenecji  | Nagroda Organizacji Narodów Zjednoczonych do Spraw Oświaty, Nauki i Kultury (UNESCO) | 11.09.01                          | Wygrana   |
| 1996 | Międzynarodowy Festiwal Filmowy w Wenecji  | Złote Lwiątko                                                                        | Mężczyźni, kobiety: sposób użycia | Wygrana   |
| 1996 | Międzynarodowy Festiwal Filmowy w Wenecji  | Złoty Lew                                                                            | Mężczyźni, kobiety: sposób użycia | Nominacja |
| 1968 | Międzynarodowy Festiwal Filmowy w Berlinie | Złoty Niedźwiedź                                                                     | Olimpiada w Grenoble              | Nominacja |
| 1964 | Międzynarodowy Festiwal Filmowy w Berlinie | Złoty Niedźwiedź                                                                     | Łatwa zgoda                       | Nominacja |
| 2003 | César                                      | Najlepszy film z Unii Europejskiej                                                   | 11.09.01                          | Nominacja |
| 1982 | César                                      | Najlepszy film                                                                       | Jedni i drudzy                    | Nominacja |
| 1971 | David di Donatello                         | Najlepszy reżyser – film zagraniczny                                                 | Łobuz                             | Wygrana   |